# 豊中市立原田小学校
豊中市立原田小学校（とよなかしりつ はらだしょうがっこう）は、大阪府豊中市原田元町一丁目にある公立小学校。
西方1kmに大阪国際空港の滑走路があり、常に発着機の騒音にさらされていたことから、数度にわたる防音工事を施してきた。また騒音で窓を開けられないため、冷暖房も完備している。

## 沿革
- 1927年4月 - 南豊島第二尋常小学校として開校。
- 1954年7月 - プール竣工。
- 1959年4月 - 校歌を制定。
- 1965年7月 - 新校舎落成記念式挙行。
- 1970年4月 - 校区の一部を豊島北小学校に分離。
- 1981年4月 - 冷暖房設備工事が完了。
- 1992年9月 - 学校週五日制を月1回で開始。
- 1995年4月 - 週五日制を月2回に。
- 2002年4月 - 完全週五日制を開始。

## 通学区域
岡町南1丁目（6番～13番）・2-3丁目、勝部1-3丁目、曽根西町1-4丁目、原田中1-2丁目、原田元町1-3丁目、原田西町（原田・伊丹線以北）、南空港町

## 出身者
- 森毅 - 数学者
- 利根川進 - 生物学者、ノーベル生理学・医学賞受賞（1年生の時に在籍）
- 山田五郎 - 評論家
- 藤原恭大（プロ野球選手）

## 交通アクセス
- 阪急宝塚本線曽根駅から西へ600m。